# Aleksandar Zograf
Saša Rakezić (rođen 1963. u Pančevu), poznatiji pod pseudonimom Aleksandar Zograf je srpski i jugoslovenski strip autor. 

## Biografija
Stripove počinje da objavljuje od 1986. na tržištu SFRJ, u časopisima NON, Ritam, Rock, Mladost i dr.
Početkom '90-ih godina XX veka počinje da objavljuje radove i u inostranstvu, najviše u Americi, u časopisima The Comics Journal, Zero Zero, Weirdo, Rare Bit Fiends, Buzzard, Cow, Tantalizing Stories i dr.
Učestvovao je na više međunarodnih strip festivala, konferencija i izložbi, kao što su Expocomics (1994, 1995, Bari, Italija), Caption (1997, Oksford, Velika Britanija), Lucca Comics (1998, Italija), Atinski festival stripa (1999, Grčka), i dr.
Dobitnik je Specijalnog priznanja za doprinos srpskom stripu 2004. na Međunarodnom salonu stripa u Beogradu.

## Bibliografija
| - , ,2011. (Srbija) - , ,2011. (Portugalija) - , ,2011. (Italija) - , 2010. (Austrija) - , 2010. (Mađarska) - , 2010. (Italija) - Polovni svet, Službeni glasnik, 2009. (Srbija) - , 2008. (Austrija) - , , 2008 (Francuska) - , , 2007. (Grčka) - , , 2007. (SAD) - , , 2006. (Italija) - , 2006. (Italija) - , , 2006. (Mađarska) - Tušta i tma, VBZ, 2005. (Hrvatska) - , , 2005. (Italija) - , , 2005. (Italija) - Išmail, Vladimir Arsenijević / Aleksandar Zograf, Rende, 2004. (Srbija) - , samizdat, 2002. - , , 2002. (SAD) - Mesec i ognjeno srce, SKC, 2002. (Srbija) - , , 2001. (Španija) - , , (Italija) - , , 2001. (Italija) - , , 2001. (Španija) | - , , 2000. (Italija) - , , 2000. (Španija) - Okean Iznenađenja, Lom, 2000. (Srbija) - , , 2000 (Francuska) - , , 1999 (Italija) - , , 1999. (SAD) - , , 1999. (Italija) - , , 1999. (UK) - , , 1999. (Francuska) - , , 1999. (Italija) - , , 1998. (Nemačka) - , , 1998. (UK) - , , 1998. (Italija) - , , 1997. (SAD) - , , 1996. (Finska) - , , 1996. (SAD) - , , 1996. (SAD) - , , 1994. (SAD) |

izvor: 

## Literatura
- Здравко Зупан, Век стрипа у Србији, Културни центар — Галерија савремене уметности, Панчево, 2007.
- Слободан Ивков: 60 година домаћег стрипа у Србији (1935-1995), Галерија „Ликовни сусрет“, Суботица, 1995. Е-издање: Пројекат Растко
- Живојин Тамбурић, Здравко Зупан и Зоран Стефановић. Стрипови које смо волели: Избор стрипова и стваралаца са простора бивше Југославије у XX веку, „Омнибус“, Београд, 2011.

## Spoljašnje veze
- Zvanična prezentacija
- Strip autor Aleksandar Zograf: "O ratu se više može naučiti iz priča običnih ljudi, nego iz obimnih tomova istorijskih knjiga“ (B92, 16. maj 2022)